# Назарово (Венгеровский район)
Назарово — исчезнувшая деревня в Венгеровском районе Новосибирской области России. На момент упразднения входила в состав Воробьёвского сельсовета. Исключена из учётных данных в 1972 году.

## География
Располагалась на левом берегу реки Изес выше впадения в неё реки Будайки, в 7 км к северо-востоку от села Воробьёво.

## История
Деревня была основана в 1846 году. В 1928 году состояла из 102 хозяйств. В административном отношении являлась центром Назаровского сельсовета Меньшиковского района Барабинского округа Сибирского края. В деревне располагались школа 1-й ступени и маслозавод.
Решением Новосибирского облисполкома от 24.04.1972 г. № 264 деревня исключена из учётных данных как фактически не существующая.

## Население
По переписи 1926 г. в деревне проживало 534 человека (256 мужчин и 278 женщины), основное население — русские.